# Ânkh (prêtre d'Horus)
Pour les articles homonymes, voir Ânkh, Ankh et Croix de vie.
Ânkh était un prêtre égyptien ayant vécu pendant la IIIe dynastie, plus spécifiquement à l'époque du règne de Djéser.

## Attestations
Ânkh est attesté par quatre documents :
- trois statues, deux au Musée des antiquités de Leyde et une au Musée du Louvre (N 40),
- un scellement découvert dans l'un des mastabas de Beit Khallaf daté du règne de Djéser.

## Carrière
Les documents cités précédemment mentionnent plusieurs titres, permettant de le classer dans l'élite de la cour égyptienne :
- « chef de clan » (égyptien : jry-pˁt)[note 1],
- « prince » (égyptien : ḥȝty-ˁ),
- « gardien de Nekhen » (égyptien : mnjw Nḫn)[note 2],
- « prêtre-lecteur » (égyptien : ḫry-ḥbt)[note 3],
- « prêtre-sem » (égyptien : sm)[note 4],
- « prêtre-séma d'Horus » (égyptien : smȝ-Ḥr)[note 5],
- « maître du sceptre-amès » (égyptien : mḏḥ-ȝms)[note 6].

Ces titres se traduisent dans les statues d'Ânkh par les vêtements qu'il porte et les objets qu'il tient. On peut en conclure qu'Ânkh devait être l'homme clé des cérémonies royales sous le règne de Djéser.